# Cristo Fernández
Cristóbal Fernández (Guadalajara, 27 de janeiro de 1991) é um ator mexicano. Ele é amplamente conhecido por interpretar Dani Rojas no seriado de comédia da Apple TV+, Ted Lasso.

## Biografia
Cristóbal Fernández nasceu em Guadalajara, no México. Após concluir seu bacharelado em Comunicação pela UNIVA, ele seguiu a carreira de ator e, em 2016, fez mestrado na Guildford School of Acting da Universidade de Surrey, no Reino Unido.
Em 2017, fundou sua produtora Espectro MX Films. Seu filme de maior sucesso até o momento é “Fuera de Serie” (2017), vencedor dos prêmios de “Melhor Produção e Direção de Curta-Metragem” no “Premios Latino 2018” em Marbella, Espanha.
Antes de se tornar ator, sua carreira profissional começou como jogador de futebol e a partir de 2020 volta a atuar, interpretando "Dani Rojas", do seriado "Ted Lasso" da Apple TV+, estrelada por Jason Sudeikis.
Além de espanhol, Cristo fala vários idiomas como inglês, alemão, francês e italiano.

## Filmografia
- Treintona, soltera y fantástica (2016) como Mesero.
- Hitman 2 (jogo eletrônico) como Civil espanhol.
- El hada de las chelas (2019) como Max.
- When you are gone (2021) como Persona en espera 1.
- Ted Lasso (2021) como Dani Rojas.
- Blade of the Assassin (2021) como Xavier.
- Who Speaks Love (2021) como Paco.
- Creatures (2021) como Jorge.
- Spider-Man: No Way Home (2021, cena pós-créditos) como Bartender do México.
- No vayas a clase mañana (2021) como Rafa.
- 3 Flowers (2022) como Rene Soto aka Chivo.
- Transformers: O Despertar das Feras (2023) como Wheeljack.
- The Casagrandes Movie (2024) como Chipiri (voz).
- La Marca del Jaguar (Doblaje, 2024) como Xilcatzin.
- Venom: A Última Rodada (2024) como Bartender de México.
- Coringa: Delírio a Dois (2024) como Carlos.
- Sonic 3 - O Filme (2024) como Pablo / Juan.
- Ojitos de huevo (2024) como JLO.